# 邊海河
17°0′12.60″N 107°3′5.4″E / 17.0035000°N 107.051500°E
邊海河（越南语：／），古称明良江、贤良江、槮江，是越南中部的一條河流.，位於北緯17度線附近。根據1954年日內瓦協定的規定，此河流曾為17度線的重要地標，北越和南越以此河為分界線。邊海河兩岸各5公里寬的範圍為南北越非軍事區。
边海河全長100公里，其源頭位於越南與寮國交界處的安南山脈，最後流入南中國海。該河在廣治省境內，接近廣治省北部邊境。邊海河上有一個著名橋名叫賢良橋，在越南戰爭中扮演重要角色。